# Christian Flindt-Bjerg
Christian Flindt-Bjerg (Innsbruck, 19 febbraio 1974) è un ex calciatore danese, di ruolo centrocampista.

## Biografia
È il figlio di Ove Flindt-Bjerg.

## Carriera
Flindt-Bjerg iniziò la carriera con la maglia dell'Aalborg, per passare poi al Karlsruhe. Dopo due brevi esperienze in Svizzera e Austria, rispettivamente con le maglie di Lugano e Tirol Innsbruck, passò ai norvegesi del Viking.
Nel 1999, si trasferì all'Odd Grenland, per cui debuttò (con rete) l'11 aprile, nel successo per 2-1 in casa del suo ex club del Viking. Con questa maglia, vinse la Coppa di Norvegia 2000.
Tornò poi in patria, per vestire le casacche di Viborg, Jetsmark e Thisted.

## Palmarès

### Club

#### Competizioni nazionali
- Coppa di Norvegia: 1

Odd Grenland: 2000